# Ахмад Доніш
Ахма́д Доні́ш (тадж. Аҳмади Дониш; Ахмад Калла; *1827 — 1897, Бухара) — таджицький філософ, учений-енциклопедист, письменник і поет.
Був керівником просвітительського руху, виступав проти деспотизму феодалів, релігійного фанатизму, боровся за розширення культурних і економічних зв'язків з Росією. Пропаганда російської культури, утвердження необхідності корінних реформ соціального життя Бухари були провідними темами його твору «Виняткові події» (1875–1882). 
Ахмад Доніш — автор «Життєпису емірів благородної Бухари».